# Intel Tick-Tock
Tick-Tock – model produkcji i rozwoju procesorów firmy Intel. Tick oznacza mniejszy proces technologiczny, a Tock nową mikroarchitekturę.

## Mapa drogowa
| Typ zmiany | Proces produkcji | Mikroarchitektura | Nazwa kodowa               | Data wydania | Procesor                            | Procesor             | Procesor       | Procesor     | Procesor                                           | Procesor                                                                                | Procesor                                                                                |
| Typ zmiany | Proces produkcji | Mikroarchitektura | Nazwa kodowa               | Data wydania | 8P/4P Server                        | 4P/2P Server/WS      | Enthusiast/WS  | Desktop      | Mobile                                             | Nazwa marketingowa                                                                      | Nazwa marketingowa                                                                      |
| ---------- | ---------------- | ----------------- | -------------------------- | ------------ | ----------------------------------- | -------------------- | -------------- | ------------ | -------------------------------------------------- | --------------------------------------------------------------------------------------- | --------------------------------------------------------------------------------------- |
| Tick       | 65 nm            | P6, NetBurst      | Presler, Cedar Mill, Yonah | 2006-01-05   |                                     |                      | Presler        | Cedar Mill   | Yonah                                              | - Core - Pentium 4 - Pentium D - Pentium M - Pentium Dual-Core - Celeron - Xeon         | - Core - Pentium 4 - Pentium D - Pentium M - Pentium Dual-Core - Celeron - Xeon         |
| Tock       | 65 nm            | Core              | Merom                      | 2006-07-27   | Tigerton                            | Woodcrest Clovertown | Kentsfield     | Conroe       | Merom                                              | - Core 2 - Pentium Dual-Core - Pentium - Celeron Dual-Core - Celeron - Celeron M - Xeon | - Core 2 - Pentium Dual-Core - Pentium - Celeron Dual-Core - Celeron - Celeron M - Xeon |
| Tick       | 45 nm            | Core              | Penryn                     | 2007-11-11   | Dunnington                          | Harpertown           | Yorkfield      | Wolfdale     | Penryn                                             | - Core 2 - Pentium Dual-Core - Pentium - Celeron Dual-Core - Celeron - Celeron M - Xeon | - Core 2 - Pentium Dual-Core - Pentium - Celeron Dual-Core - Celeron - Celeron M - Xeon |
| Tock       | 45 nm            | Nehalem           | Nehalem                    | 2008-11-17   | Beckton                             | Gainestown           | Bloomfield     | Lynnfield    | Clarksfield                                        | - Core i3 - Core i5 - Core i7 - Pentium - Celeron - Xeon                                | Pierwsza generacja procesorów Core                                                      |
| Tick       | 32 nm            | Nehalem           | Westmere                   | 2010-01-04   | Westmere-EX                         | Westmere-EP          | Gulftown       | Clarkdale    | Arrandale                                          | - Core i3 - Core i5 - Core i7 - Pentium - Celeron - Xeon                                | Pierwsza generacja procesorów Core                                                      |
| Tock       | 32 nm            | Sandy Bridge      | Sandy Bridge               | 2011-01-09   | (Pominięty)                         | Sandy Bridge-EP      | Sandy Bridge-E | Sandy Bridge | Sandy Bridge-M                                     | - Core i3 - Core i5 - Core i7                                                           | Druga generacja procesorów Core                                                         |
| Tock       | 32 nm            | Sandy Bridge      | Sandy Bridge               | 2011-01-09   | (Pominięty)                         | Sandy Bridge-EP      | Sandy Bridge-E | Sandy Bridge | Sandy Bridge-M                                     | - Pentium - Celeron - Xeon                                                              | Druga generacja procesorów Core                                                         |
| Tick       | 22 nm            | Sandy Bridge      | Ivy Bridge                 | 2012-04-29   | Ivy Bridge-EX                       | Ivy Bridge-EP        | Ivy Bridge-E   | Ivy Bridge   | Ivy Bridge-M                                       | - Core i3 - Core i5 - Core i7                                                           | Trzecia generacja procesorów Core                                                       |
| Tick       | 22 nm            | Sandy Bridge      | Ivy Bridge                 | 2012-04-29   | Ivy Bridge-EX                       | Ivy Bridge-EP        | Ivy Bridge-E   | Ivy Bridge   | Ivy Bridge-M                                       | - Pentium - Celeron - Xeon                                                              | Trzecia generacja procesorów Core                                                       |
| Tock       | 22 nm            | Haswell           | Haswell                    | 2013-06-02   | Haswell-EX                          | Haswell-EP           | Haswell-E      | Haswell-DT   | - Haswell-MB (notebooks) - Haswell-LP (ultrabooks) | - Core i3 - Core i5 - Core i7                                                           | Czwarta generacja procesorów Core                                                       |
| Tock       | 22 nm            | Haswell           | Haswell                    | 2013-06-02   | Haswell-EX                          | Haswell-EP           | Haswell-E      | Haswell-DT   | - Haswell-MB (notebooks) - Haswell-LP (ultrabooks) | - Pentium - Celeron - Xeon                                                              | Czwarta generacja procesorów Core                                                       |
| Tick       | 14 nm            | Haswell           | Broadwell                  | 2014-09-05   |                                     |                      |                |              |                                                    | - Core i3 - Core i5 - Core i7                                                           | Piąta generacja procesorów Core                                                         |
| Tick       | 14 nm            | Haswell           | Broadwell                  | 2014-09-05   | - Core M - Pentium - Celeron - Xeon |                      |                |              |                                                    |                                                                                         | Piąta generacja procesorów Core                                                         |
| Tock       | 14 nm            | Skylake           | Skylake                    | 2015-08-05   |                                     |                      |                |              |                                                    | - Core i3 - Core i5 - Core i7                                                           | Szósta generacja procesorów Core                                                        |
| Tock       | 14 nm            | Skylake           | Skylake                    | 2015-08-05   | - Core M - Pentium - Celeron - Xeon |                      |                |              |                                                    |                                                                                         | Szósta generacja procesorów Core                                                        |
| Tock       | 14 nm            | Skylake           | Kaby Lake                  | 2016         |                                     |                      |                |              |                                                    |                                                                                         | Siódma generacja procesorów Core                                                        |
| Tock       | 14 nm            | Skylake           | Kaby Lake R                | 2017         |                                     |                      |                |              |                                                    |                                                                                         | Ósma generacja procesorów Core                                                          |
| Tock       | 14 nm            | Skylake           | Coffee Lake                | 2017         |                                     |                      |                |              |                                                    | Core i3-8100                                                                            | Ósma generacja procesorów Core                                                          |
| Tock       | 14 nm            | Skylake           | Kaby Lake G                | 2018         |                                     |                      |                |              |                                                    |                                                                                         | Ósma generacja procesorów Core                                                          |
| Tick       | 10 nm            | Skylake           | Cannon Lake                | 2018-05-16   |                                     |                      |                |              |                                                    |                                                                                         | Ósma generacja procesorów Core                                                          |
| Tock       | 10 nm            |                   |                            | ?            |                                     |                      |                |              |                                                    |                                                                                         |                                                                                         |
| Tick       | 7 nm             |                   | ?                          |              |                                     |                      |                |              |                                                    |                                                                                         |                                                                                         |
| Tock       | 7 nm             |                   |                            | ?            |                                     |                      |                |              |                                                    |                                                                                         |                                                                                         |